# Wreck
Wreck är en brittisk skräck- och komediserie från 2022 som hade svensk premiär på SVT Play den 23 mars 2023. Första säsongen består av 6 avsnitt. Serien är skapad av Ryan J. Brown. Serien är regisserad av Chris Baugh och manus är skrivet av Brown och Ibrahim Salawu.
I Storbritannien hade serien premiär på BBC Three den 9 oktober 2022. Serien har fått kontrakt på en andra säsong.

## Handling
Serien kretsar kring 19-årige Jamie Walsh som efter att han fått vetskap om att hans syster, Pippa Walsh, ska ha begått självmord på ett kryssningsfartyg tar jobb där under falskt namn. Jamie tror inte att systern har begått självmord och försöker få svar på vad som verkligen skett. Kort efter att han anlänt börjar en maskerad person iförd ankmask knivmörda de anställda.

## Roller i urval
| Oscar Kennedy   | – Jamie Walsh |
| Thaddea Graham  | – Vivian Lim  |
| Jack Rowan      | – Danny Jones |
| Anthony Rickman | – Olly Reyes  |
| Jodie Tyack     | – Pippa Walsh |